# Wątłe Błota
Wątłe Błota (deutsch Wilhelmsberg) ist ein Wohnplatz bei Siemyśl (Simötzel) in der Woiwodschaft Westpommern in Polen. Er liegt in der Gmina Siemyśl (Landgemeinde Simötzel) im Powiat Kołobrzeski (Kolberger Kreis).

## Geographische Lage
Der Wohnplatz liegt in Hinterpommern etwa 18 Kilometer südlich von Kołobrzeg (Kolberg), gut zwei Kilometer östlich des Dorfes Siemyśl (Simötzel). Im Nordwesten des Wohnplatzes liegt das Dorf Nieżyn (Nessin), im Südosten das Dorf Trzynik (Trienke). Im Osten des Wohnplatzes schließt sich der zu Unieradz (Neurese) gehörende Wohnplatz Izdebno (Justinenthal) an.

## Geschichte
Im 19. Jahrhundert entstand im Rahmen der Separation im Osten der Gemarkung Simötzel eine Ansammlung von Abbauten. Diese führte zunächst den Namen Simötzelsche Katen, später dann den Namen Wilhelmsberg. Der Wohnplatz bildete nie eine eigene politische Einheit.
Wilhelmsberg gehörte bis 1945 als Teil der Landgemeinde Simötzel zum Kreis Kolberg-Körlin der Provinz Pommern.
Nach dem Zweiten Weltkrieg kam Wilhelmsberg, wie ganz Hinterpommern, an Polen. Der Ort erhielt den polnischen Namen Wątłe Błota, die Bevölkerung wurde durch Polen ersetzt.

## Entwicklung der Einwohnerzahlen
- 1871: 132[1]
- 1885: 055[1]
- 1895: 049[1]
- 1905: 120[1]
- 1925: 157[1]